# Orval apátság

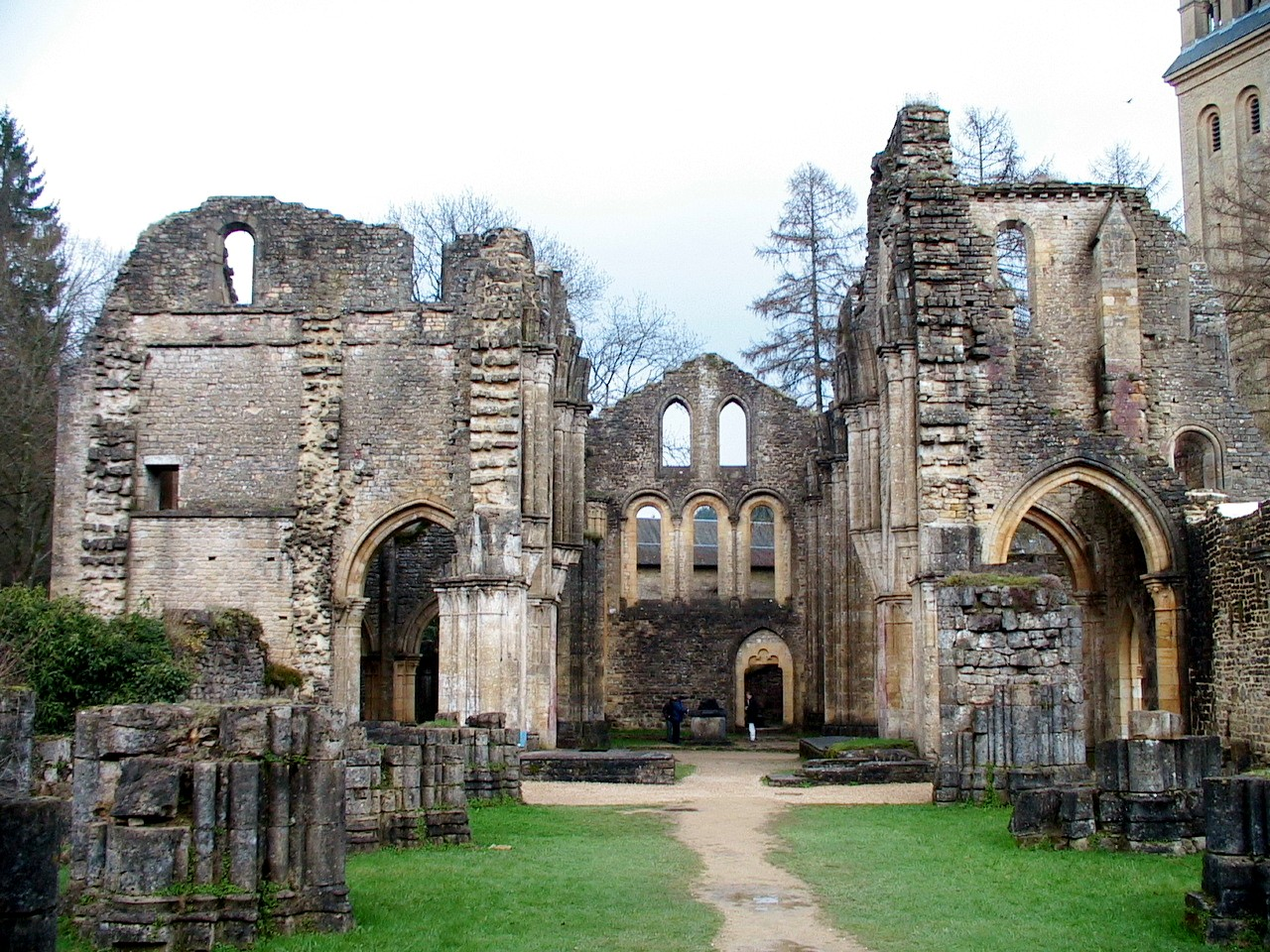
A régi apátság romjai

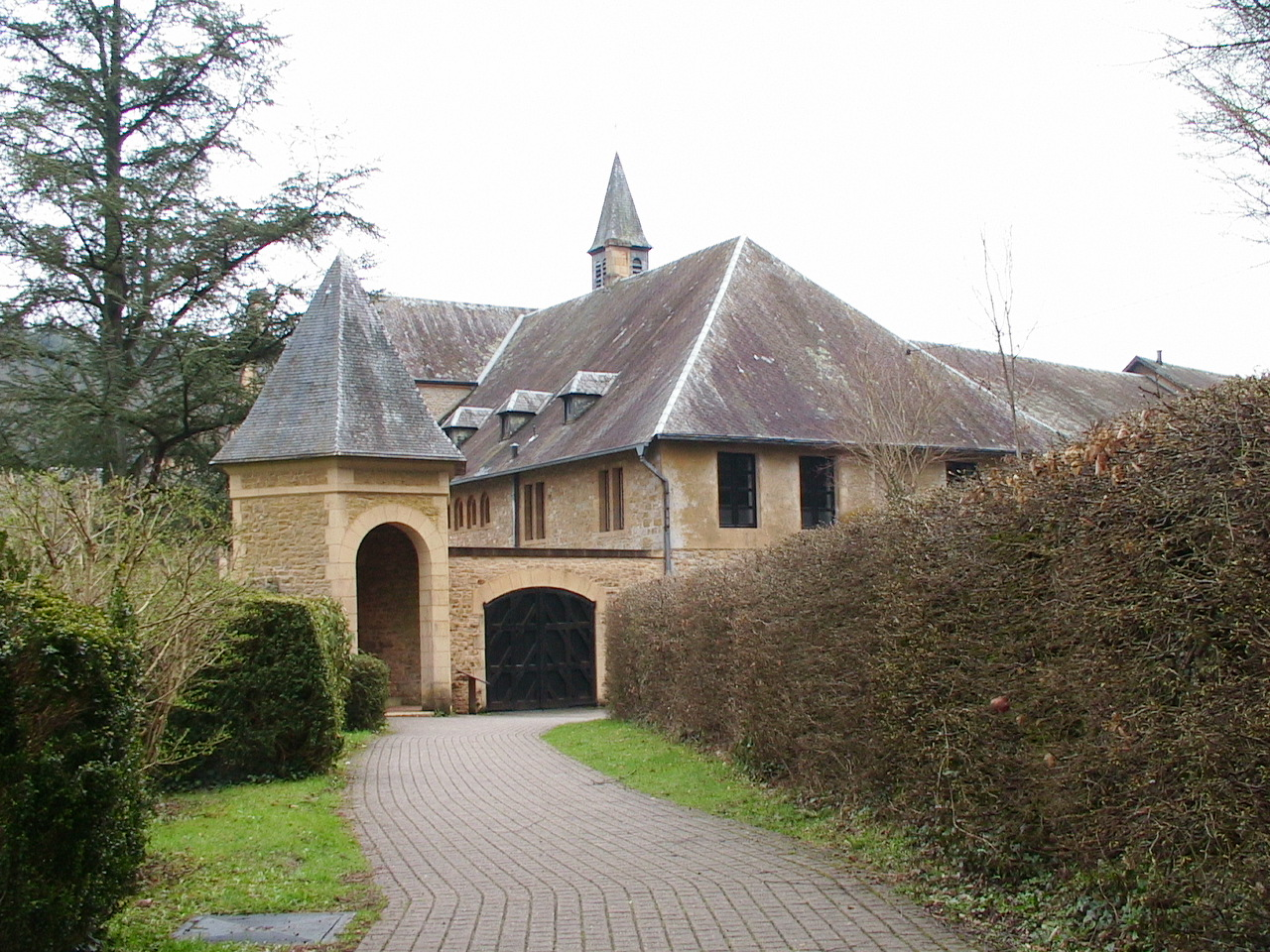
Az apátság bejárata ma

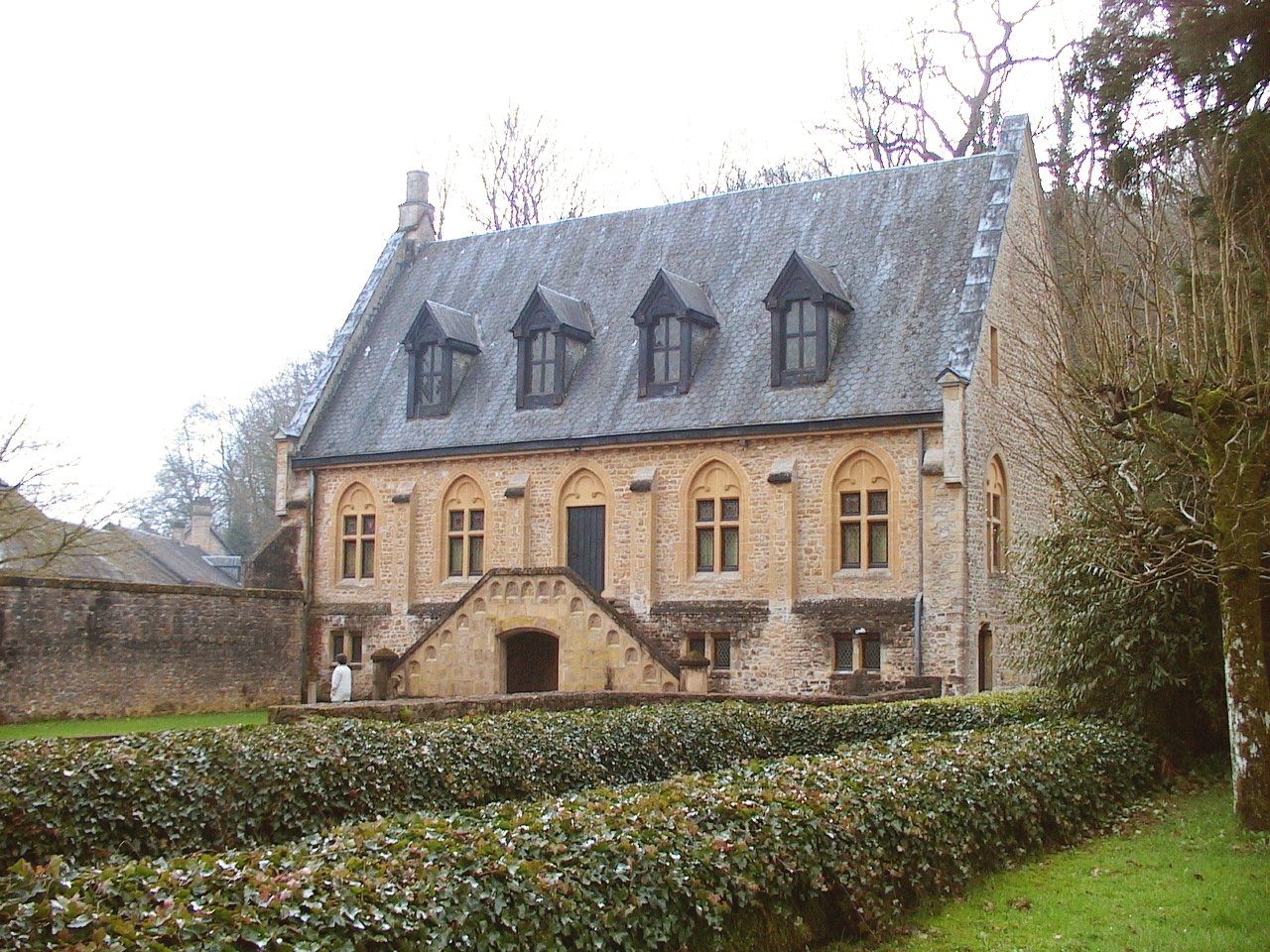
Az apátság vendégháza

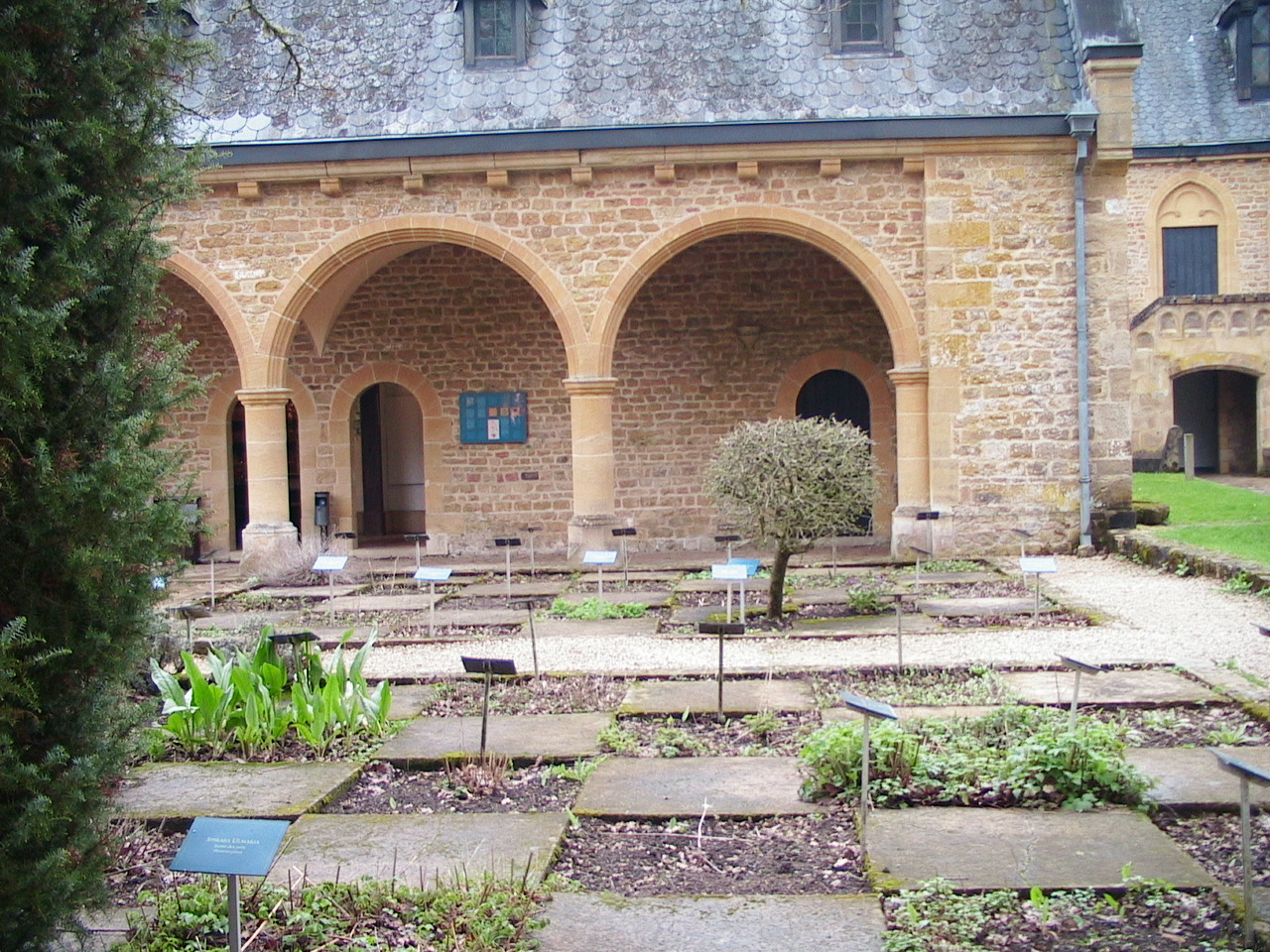
Az apátság gyógyfüves kertje

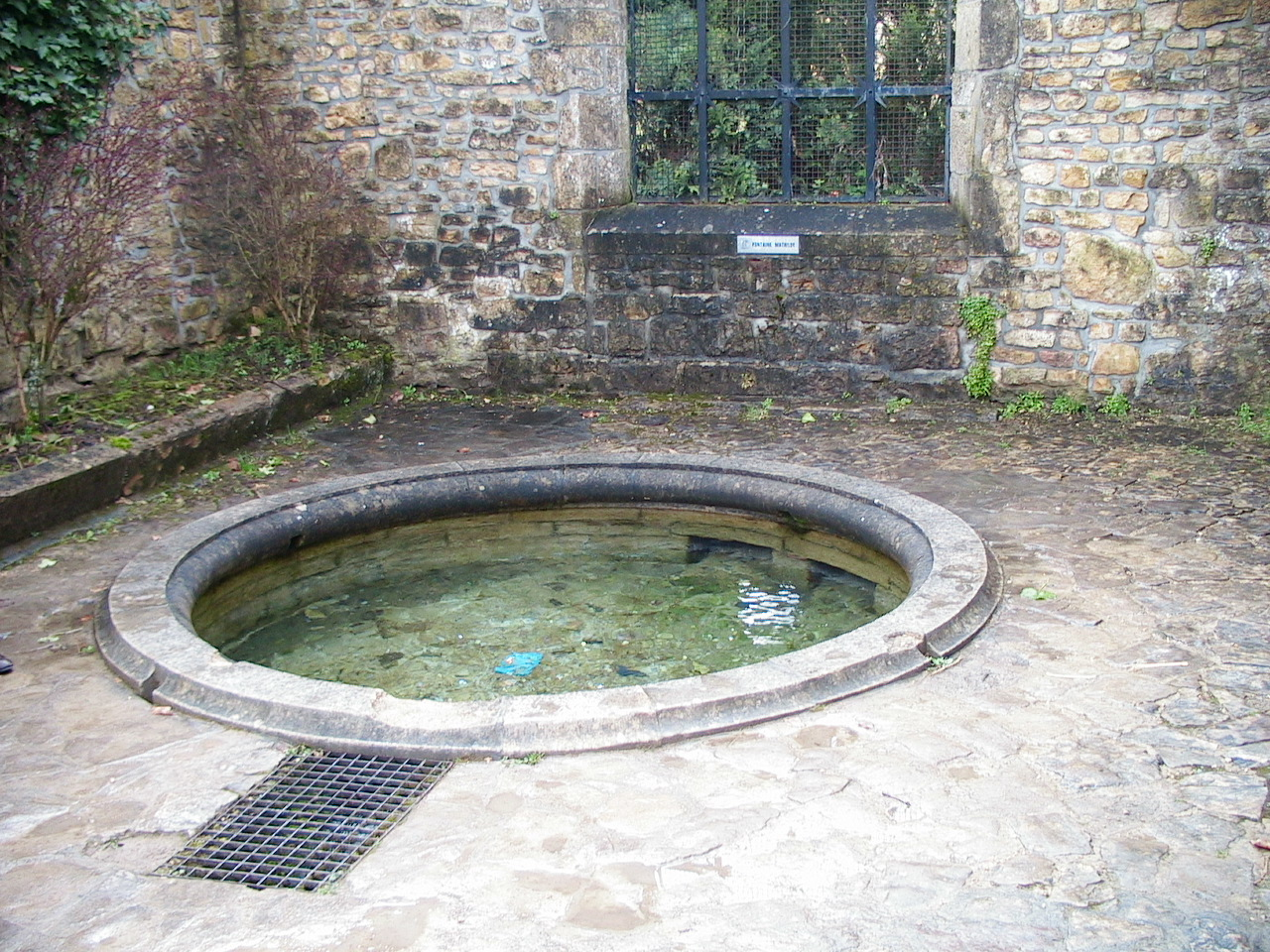
A legenda szerint ebbe a forrásba esett be Matilda hercegnő gyűrűje

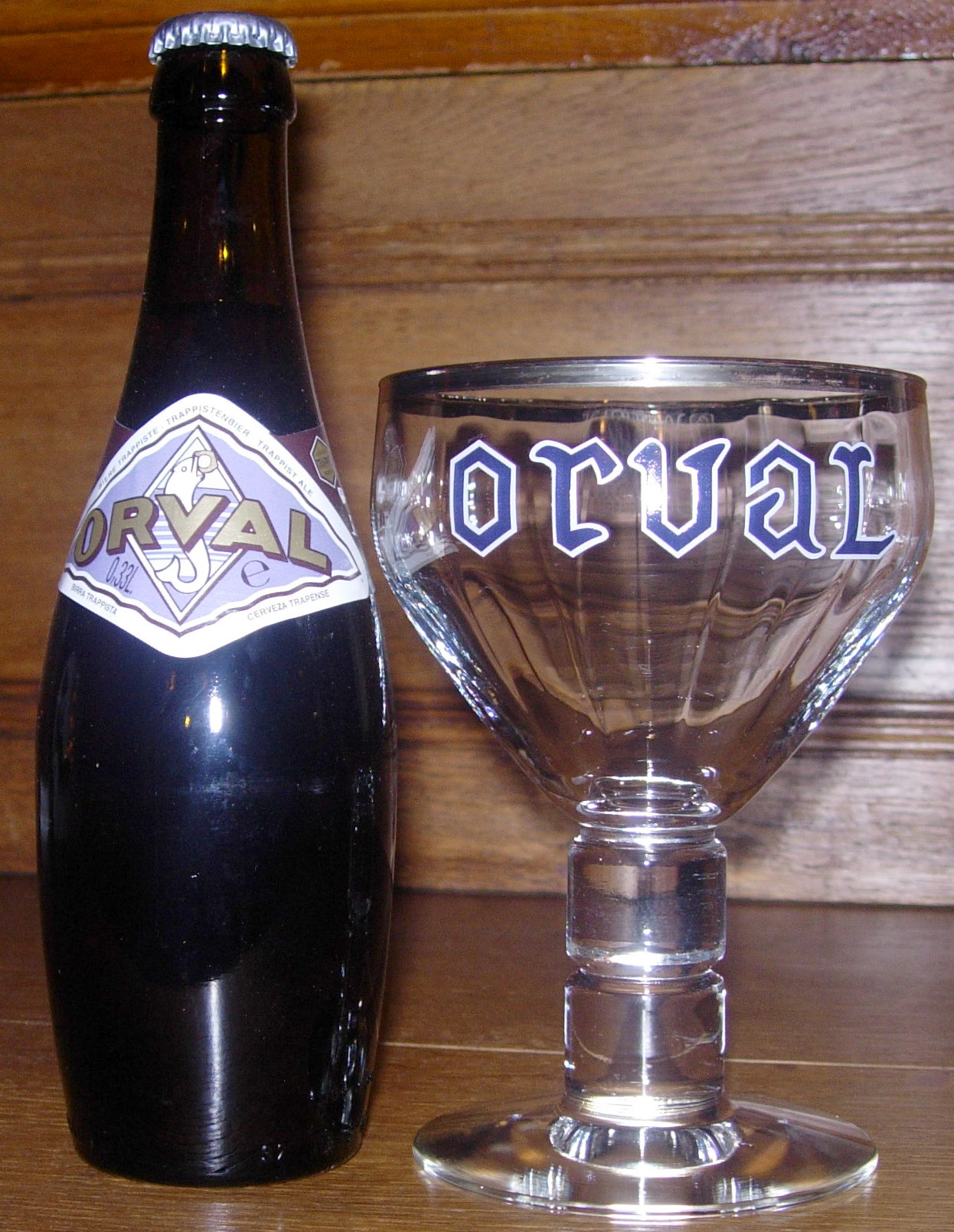
Az itt főzött Orval sör

Az Orval apátság a ciszterci rendhez tartozó szerzetesi közösség volt, 1132-ben alapították a belga Gaume régióban, Villers-devant-Orval településtől nem messze, Luxembourg belga tartomány területén. Az első apátság a francia forradalom során elpusztult, az új apátságot 1926 és 1948 között építették újjá. 1931-ben adták át az apátság sörfőzdéjét (Brasserie d'Orval), ahol a híres Orval trappista sört készítik.

## Az első apátság
A jelenlegi apátság területén a Merovingok alatt létesítették az első monasztikus közösséget és a régészeti emlékek alapján már a 10. században állt itt egy kápolna. 1070-ben bencés szerzetesek egy csoportja települt ide Calabria-ból Arnulf, Chiny grófjának meghívására. A bencés szerzetesek templom és kolostor építésébe kezdtek, de 40 évvel később, feltehetően a gróf halála miatt, máshova költöztek. Az épületeket kanonoki papok foglalták el, aki befejezték a félbemaradt építési munkálatokat és a templomot 1124-ben felszentelték.
1132-ben a francia Champagne régióban található Troisfontaines apátságból (Abbaye de Trois-Fontaines) származó ciszteri szerzetesek kis csoportja érkezett ide Konstantin vezetésével és a két közösség összeolvadt egy, a ciszteri rendhez tartozó közösségben. A ciszterciek vezetésével hamarosan farmot és kis erdőgazdaságot alakítottak ki. 1252 körül az apátság nagy része tűzvészben elpusztult, az újjáépítés mintegy 100 évet vett igénybe.
A 15. és 16. század során a francia királyok, a Burgundi Hercegség, valamint a spanyol királyság háborúskodott ezen a területen, amely Németalföld egészének pusztulást hozott, de Orval ekkor élte fénykorát. A háborús pusztítások következményeinek enyhítésére engedélyezte 1529-ben V. Károly német-római császár, hogy a szerzetesek egy kohót építsenek.
Ebben az időben volt apát Bernard de Montgaillard, aki Franciaország déli részéről származott és aki Albert herceg és Izabella hercegnő, Spanyol-Németalföld kormányzóinak köszönhette, hogy 1605-ben apáttá nevezték ki. Azonban ettől a pillanattól kezdve minden erejét a közösség felvirágoztatására fordította, talpra állította az apátság gazdaságát és felújíttatta az épületeket. Ennek, illetve a reformintézkedéseknek köszönhetően a közösség létszáma jelentősen megnőtt, 1619-ben összesen 43 fő élt itt. Röviddel Bernard halála után, a harmincéves háború során a francia Maréchal de Châtillon katonái kifosztották és felgyújtották az apátságot.
1668 és 1707 között az apátság élén egy helyi származású szerzetes, Charles de Bentzeradt állt, aki szigorú reformokat vezetett be a normandiai La Trappe apátság példáját követve. A közösség ismét növekedésnek indult és 1723-ban már 130-an éltek itt. A közösség növekedése együtt járt a gazdaság virágzásával: az orvali kohók a 17. - 18. századi ipari forradalomban is szerepet játszottak. 1760 után a gazdaság bevételeinek nagy részét egy új apátság felépítésére fordították, a templomot 1782-ben fel is szentelték, de ezt követően a munkálatok lelassultak, majd megálltak. 1789-ben kitört a francia forradalom és az Orvali apátság birtokait elkobozták Franciaországban. 1793. június 23-án a Belgium területét megszálló francia katonák, Loison tábornok vezetésével, teljesen kifosztották és felégették az apátság épületét, a közösség pedig Luxemburgba vonult vissza. 1795. november 7-én az orvali közösséget hivatalosan is feloszlatták.

## Második megalapítás
1887-ben az apátsághoz tartozó földeket és az apátság romjait a Harenne család szerezte meg, akik a földet a ciszterci rendnek adományozták 1926-ban. 1926 és 1948 között a trappista szerzetes Marie-Albert van der Cruyssen irányításával épült újjá az apátság, és 1935-ben Orval megkapta az önálló apátság rangját. 1948. szeptember 8-án szentelték fel az apátság új templomát.

## Orval legendája
Az apátság alapítását, a hely nevét és címerét egy helyi legenda magyarázza. E szerint Matilda toszkán hercegnő, IV. Gottfried alsó-lotharingiai herceg felesége egyszer a környéken tett látogatást, amikor egy forrásban elvesztette jegygyűrűjét. Nagy elszomorodott és azért imádkozott, hogy valahogy visszakapja a gyűrűt. Egyszer csak egy pisztráng emelkedett ki a forrásból, szájában a hercegnő gyűrűje. Matila ekkor így kiáltott fel: "Ez a hely egy aranyvölgy" (Val d'Or), és hálából jelentős adományt biztosított egy kolostor felépítésére. Az apátság címerében, illetve az itt főzött sör logójában is szerepel a pisztráng és a szájában tartott gyűrű.

## Orval sör és sajt
A trappista rend hagyományaihoz híven az apátság működése során az önellátásra törekedett és feltehetően a legkorábbi időktől kezdve működött egy sörfőzde az apátságban. A szerzetesek ipari tevékenységének első emléke 1529-ből származik, amikor engedélyt kaptak egy kohó üzemeltetésére, ami az apátság szükségleteinek ellátásán túl a környező piacokat is ellátta.
Az apátság második megalapítása jelentős pénzügyi terheket rótt a közösségre és ezért természetes volt, hogy a szerzetesek ismét ipari tevékenységgel szereznek extra bevételeket. A sörfőzdét 1931-ben alapították meg, de ekkor már sajt és kenyérüzem is működött itt. Az első sörfőzőmester (Pappenheimer) Németországból érkezett és a közeli Villers-devant-Orval faluban temették el. Az Orval sör egyedi íze is Papenheimer és két belga sörfőző, Honoré Van Zande és John Vanhuele érdeme, akik együtt dolgozták ki az Orval sör receptjét. Belgiumban korábban nem használt gyártási eljárásokat vezettek be, a szárított komló áztatását például angol sörfőzdéktől vették át. Ebben az időben tervezték az Orval sörök egyedi palackját és poharát is.
A sörfőzde mellett sajtgyár (Fromagerie d'Orval) is működik az apátságban, ahol a szerzetesek friss, pasztőrözött tejből készítenek a Port-du-Salut-i apátságban kidolgozott eljárás alapján sajtot.

## Külső hivatkozások
- Az apátság honlapja
- A katolikus enciklopédia bejegyzése az apátságról
- Orval sörösüvegek gyűjteménye
- Az apátság látképe
- A sörfőzde